# Bartno
Bartno (dawna nazwa niem. Reichbarten) – przysiółek osady Sasiny w Polsce położona w województwie warmińsko-mazurskim, w powiecie ostródzkim, w gminie Małdyty.
Miejscowość położona jest przy drodze wojewódzkiej nr 526.
W latach 1975–1998 miejscowość administracyjnie należała do województwa olsztyńskiego.
Wieś wzmiankowana w dokumentach z roku 1401, jako wieś pruska na 10 włokach, pod nazwą Surkapurn. W roku 1782 we wsi odnotowano 6 domów (dymów), natomiast w 1858 w 3 gospodarstwach domowych było 54 mieszkańców. W latach 1937–1939 było 76 mieszkańców. W roku 1973 jako osada Bartno należało do powiatu morąskiego, gmina Małdyty, poczta Połowite.